# Ardisia tenuis
Ardisia tenuis är en viveväxtart som beskrevs av Cyrus Longworth Lundell. Ardisia tenuis ingår i släktet Ardisia och familjen viveväxter. Inga underarter finns listade i Catalogue of Life.